# Orcula gularis
Orcula gularis is een slakkensoort uit de familie van de Orculidae. De wetenschappelijke naam van de soort werd in 1837 voor het eerst geldig gepubliceerd door Emil Adolf Roßmäßler.

## Kenmerken
Het slakkenhuisje is cilindrisch tot dik cilindrisch met 8,5 tot 10 ondiep convexe, langzaam toenemende windingen en een conische top. De windingen zijn van elkaar gescheiden door een diepe naad. De laatste winding stijgt langzaam naar de mond. Het huisje is 6,5 tot 7 mm hoog en 2,8 mm breed. De mondzoom is gebogen en verdikt. Het wordt echter onderbroken in de pariëtale regio. De mond heeft een centrale zeer sterke pariëtale plooi en twee minder duidelijke spoelplooien, waarvan de onderste spoelplooi meer ontwikkeld is. De bovenste spilvouw kan ook ontbreken. Een sterke witte tand is aanwezig in het palatale gebied, dat net achter de lip begint en zich diep in de mond uitstrekt. De kleur van de behuizing is geelachtig tot roodbruin, de schaal is licht doorschijnend. Het glanzende oppervlak is glad of radiaal slechts zeer fijn gestreept. De navel is bijna gesloten. Het zachte lichaam is licht blauwgrijs met een zwartgrijze rug.

### Vergelijkbare soorten
Het huisje van Orcula gularis lijkt op die van soortgenoot Orcula dolium, maar is kleiner en relatief slanker. Het is zachter afgerond naar de apex en de mond vertoont een sterke palatinale tand, naast de spilplooien en de pariëtale plooi. Het bereik van de slanke slak lijkt beperkt te zijn tot alleen kalkrijke bodems.

## Geografische spreiding en leefgebied
De soort is beperkt tot twee gebieden in de Noordelijke en Zuidelijke Kalkalpen van Duitsland, Oostenrijk en Noord-Italië; het zuidelijke gebied is op zijn beurt verdeeld in een oostelijk en westelijk gebied. In Duitsland komt het alleen voor in de buurt van Berchtesgaden.
Het komt voor op hoogten tot 2200 meter boven de zeespiegel en leeft in puin op koele en vochtige hellingen alleen in gebieden met kalksteenbodems.